# 1921-es magyar vívóbajnokság
Az 1921-es magyar vívóbajnokság a tizenhetedik magyar bajnokság volt. A bajnokságot május 3-án (tőr), illetve május 6. és 8. között (kard) rendezték meg Budapesten, a Műegyetemen.

## Eredmények
| Versenyszám     | Arany                | Arany | Ezüst                    | Ezüst | Bronz                 | Bronz |
| --------------- | -------------------- | ----- | ------------------------ | ----- | --------------------- | ----- |
| Férfi tőrvívás  | dr. Tóth Péter MAC   |       | Schenker Zoltán MOVE BSE |       | Terstyánszky Ödön MAC |       |
| Férfi kardvívás | Santelli György MAFC |       | Rády József MAC          |       | dr. Tóth Péter MAC    |       |